# Nadir Rüstamli
Nadir Rəşid oğlu Rüstəmli (wym. [nɑˈdiɾ ɾæˈʃid oɣˈlu ɾystæmˈli]; ur. 8 lipca 1999 w Salyanie) – azerski piosenkarz, zwycięzca drugiej edycji Səs Azərbaycan. Reprezentant Azerbejdżanu w 66. Konkursie Piosenki Eurowizji (2022).

## Życiorys
W latach 2005–2016 uczęszczał do szkoły średniej nr 3 w Salyanie. W młodości uczył się gry na fortepianie w Szkole Muzycznej Gulu Asgarov w swoim rodzinnym mieście. Od 2017 brał udział w różnych konkursach, m.in. zajął drugie miejsce w Międzynarodowym Konkursie Piosenki Youthvision 2019. W 2021 ukończył studia na Wydziale Administracji Biznesowej Azerskiego Uniwersytetu Turystyki i Zarządzania.
W 2021 wziął udział w przesłuchaniach do drugiego sezonu The Voice of Azerbeijan, ostatecznie – jako podopieczny Eldara Qasımova – w styczniu 2022 wygrał program, zdobywając 42,6% głosów. 6 lutego 2022 został ogłoszony reprezentantem Azerbejdżanu z utworem „Fade to Black” w 66. Konkursie Piosenki Eurowizji organizowanym w Turynie.

## Eurowizja
12 maja wystąpił jako czwarty w kolejności w drugim półfinale konkursu i z dziesiątego miejsca zakwalifikował się do finału, który został rozegrany 14 maja. Wystąpił w nim z piętnastym numerem startowym i zajął 16. miejsce po zdobyciu 106 punktów w tym 3 punkty od telewidzów (23. miejsce) i 103 pkt od jurorów (10. miejsce).

## Dyskografia

### Single
| Rok                                                      | Tytuł           | Najwyższa pozycja na liście | Album |
| Rok                                                      | Tytuł           | LTU                         | Album |
| -------------------------------------------------------- | --------------- | --------------------------- | ----- |
| 2021                                                     | „Mashup"        | –                           | –     |
| 2022                                                     | „Fade to Black” | 69                          | –     |
| „–” oznacza, że singel nie był notowany na danej liście. |                 |                             |       |